# Lovas pszichoterápia
A lovas pszichoterápia (más néven lóasszisztált pszichoterápia vagy lómediált pszichoterápia) egy olyan pszichoterápiás eljárás, mely a lovat, mint terápiás "eszközt" hívja segítségül a lelki problémák kezelésében. A lovas pszichoterápia a lovasterápia egyik ága.
A hagyományos terápiáktól eltérően a terápia a ló-páciens-terapeuta háromszögében, valamint a természetben (legtöbbször egy lovardában) zajlik. A ló e terápiában mint a terapeuta "kollégája", mint ko-terapeuta lép fel. A gyógyulást így nemcsak a terapeutával, hanem a lóval kialakult terápiás kapcsolat is elősegíti.

## Története
A hippoterápia és gyógypedagógiai lovaglás megjelenése után nyilvánvalóvá vált, hogy nemcsak a testi és szellemi lemaradás fejlesztésében, hanem a lelki problémák kezelésében is segítséget jelent az ember-ló kapcsolat.
Amerikában a NARHA (North American Riding for the Handicapped Association) égisze alatt 1997-ben alakult meg az EFMHA (Equine Facilitated Mental Health Association). Ezzel párhuzamosan, de a NARHA-tól függetlenül 1999 júliusában jött létre az EAGALA (Equine Assisted Growth and Learning Association). E szervezet olyan strukturált, standardizált feladatokkal látja el a szakembereket, melyek elősegítik a non-verbális kommunikáció, az asszertivitás, a kreatív gondolkodás és problémamegoldás, a vezetői szerep, a felelősségvállalás, a csapatmunka és az önbizalom fejlődését (EAGALA). Az EAGALA-modell nem feltétlenül lovaglásra, inkább a lóval való földi munkára és annak értelmezésére fókuszál.
Európában a Német Lovasterápiás Szövetséggel (DKThR) együttműködésben 2001-ben 20 különféle szemléleti keretben, de lóval foglalkozó pszichoterapeuta megalakította a FAPP-ot (Fachguppe für die Arbeit mit dem Pferd in der Psychotherapie).
Magyarországon a Magyar Lovasterápia Szövetség (MLTSZ) 2004-ben kezdte meg az első pszichológus csoport képzését külföldi oktatók és hazai lovas szakemberek bevonásával.

## A ló szerepe
A ló természete, viselkedése sok tekintetben hasonlít az emberéhez. Csordaállat, a tagok helyét és biztonságát a csoporthierarchia biztosítja, kötődésre képes, társas lény. Prédaállat, így nagy érzékenységgel bír a környezet ingereire, ezáltal képes reagálni az emberi viselkedésre és érezni annak érzelmi színezetét (domináns vagy alárendelődő, szorongó vagy nyugodt, stb). Ugyanakkor nem egészében háziasított állat lévén, számos ösztönös viselkedés fennmaradt nála, "meztelen és fesztelen": piszkos, olykor izzadt, ott és akkor ürít, amikor kedve tartja; hempergőzik, ha viszket a háta; a levegőbe és nem zsebkendőbe fújja az orrát, amikor az tele van; ha hiányzik a társa, azt hangos nyerítéssel kifejezi. Ez a felszabadult viselkedés képes feloldani a páciensben sok túlgyakorolt védekező mechanizmust (pl. elkerülő viselkedést, elfojtást).  Nyelve egyszerű, következetes, és őszinte. Mint egy tükör, közvetlenül az irányában tanúsított non-verbális jelzésekre, testnyelvre válaszol, nem befolyásolja egyéb torzító tényező (pl. a beszéd tartalma, társadalmi státusz, nyelv, rassz, stb.). A ló mozgása az emberéhez hasonlatos (a lovas ugyanazt az implzust éli át, mint a földön járva: előre-hátra, oldalra és föl-le irányba mozdul el törzse), a hátán való lovaglás és a harmónia elérése folyamatos, aktív alkalmazkodást, figyelmet, olajozott kommunikációt és hatékony problémamegoldást követel mind a lótól, mind a lovastól. A ló képes megadni azt a szeretetet, biztonságot, testi érintést, melegséget és gyengédséget, melyre nekünk, embereknek is szükségünk van az egészséges működésmódhoz. Társaságában lehetőség nyílik egy olyan biztonságos és elfogadó légkör megtapasztalására, mely alkalmat ad a fejlődésre, a tanulásra, a változásra és a gyógyulásra.

## A gyógyított lelki problémák
A ló asszisztált pszichoterápia ha nincs jelen olyan testi betegség vagy fogyatékosság, mely a lovaglást kontraindikálttá (nem javallttá) teszi, a következő mentális problémák esetén lehet indikált (javallt).
Gyerekek esetében kommunikációs zavar, motoros jártassági zavar, pervazív zavar (pl. autizmus), figyelemhiányos - és viselkedészavar, táplálkozási- és evési zavar esetében szolgálhat terápiás eszközként.
Felnőttek esetében szerhasználók, hangulatzavarban (pl. depresszió, bipoláris zavar), szorongásos zavarban (pl. pánik, fóbia, kényszer), szomatoform zavarban, evési zavarban (pl. anorexia, bulimia nervosa), alkalmazkodási zavarban és enyhe személyiségzavarban szenvedők esetében lehet hatékony e módszer.

## Tudományos eredmények a lovasterápia hatékonyságát illetően
A lovas pszichoterápia hatékonyságának empirikus bizonyítása nehéz feladat.
"Ennek egyik oka az, hogy a kvantitatív eredményt mérő statisztikai próbák és a kvalitatív beszámolót nyújtó szülők, lovasok és egészségügyi szakemberek által észlelt eredmények sokszor nagy eltérést mutatnak. Míg a kvalitatív beszámolók nagyon pozitív változásról számolnak be, addig a statisztikai elemzések azt tárhatják a kutatók elé, hogy a lovasterápia eredménytelen volt. További empirikus akadály a minta kis száma és a kontrollcsoport hiánya, mely közvetlenül vagy közvetetten is a minta heterogenitásából fakadhat. Hiszen két, azonos diagnózissal rendelkező személy valószínűleg különbözni fog olyan változókban mint életkor, életkörülmények, stb. A külső hatások (pl. más terápiák, a szülők részvétele a terápiában) szintén torzíthatja a terápia eredményét. Ugyanakkor ez szinte kiküszöbölhetetlen akadály, hiszen nem lenne etikus a pácienst a kutatás ideje alatt más terápiáktól megvonni. Végül további gondot jelent, hogy a skálák és a kísérleti berendezés kutatásról kutatásra változik. Annak ellenére, hogy ugyanaz a változó a vizsgálódás tárgya, különböző elrendezésben zajlik a kutatás (pl. más szakemberekkel, más lovakkal, más lovardában). Ez megnehezíti, hogy a kutatók az adatokat összesítsék vagy akár összehasonlítsák."